# Neil Ritz Smuts
Neil Ritz Smuts (ur. 16 kwietnia 1899, zm. ?) – południowoafrykański asów myśliwskich okresu I wojny światowej. Odniósł 5 zwycięstw powietrznych.
Służbę w eskadrze No. 3 Squadron RAF rozpoczął po zakończeniu szkolenia z pilotażu od 1 stycznia 1918 roku. Pierwsze zwycięstwo powietrzne odniósł 6 kwietnia w okolicach Morlancourt nad niemieckim samolotem Albatros D.V. 4 października odniósł podwójne zwycięstwo powietrzne nad samolotami Fokker D.VIII.
Przez cały czas służby w 3 eskadrze Smuts latał na samolocie Sopwith Camel. Został odznaczony Distinguished Flying Cross za ataki na cele naziemne i zniszczenie co najmniej 4 załóg karabinów maszynowych.
Po zakończeniu wojny los Neil Ritz Smuts nie jest znany.